# Tweede Kamerverkiezingen in het kiesdistrict Winschoten (1864-1878)
Tweede Kamerverkiezingen in het kiesdistrict Winschoten (1864-1878) geeft een overzicht van verkiezingen voor de Nederlandse Tweede Kamer in het kiesdistrict Winschoten in de periode 1864-1878.
Het kiesdistrict Winschoten was eerder ingesteld geweest in de periode 1848-1850. Het kiesdistrict werd opnieuw ingesteld na een wijziging van de Kieswet in 1864. Tot het kiesdistrict behoorden vanaf dat moment de volgende gemeenten: Bellingwolde, 
Nieuwe Pekela, 
Onstwedde, 
Oude Pekela, 
Veendam, 
Vlagtwedde, 
Wedde,
Wildervank en 
Winschoten. 
Het kiesdistrict Winschoten vaardigde in dit tijdvak per zittingsperiode één lid af naar de Tweede Kamer. 
Legenda
- cursief: in de eerste verkiezingsronde geëindigd op de eerste of tweede plaats, en geplaatst voor de tweede ronde;
- vet: gekozen als lid van de Tweede Kamer.

## 14 juni 1864
De verkiezingen werden gehouden vanwege de instelling van het kiesdistrict.
|                        | 14 juni |
| ---------------------- | ------- |
| Kiesgerechtigden       | 1.175   |
| Opkomst                | 534     |
| Geldige stemmen        | 529     |
| Blanco stemmen         | 4       |
| Kandidaten             |         |
| A. Winkler Prins       | 295     |
| J.S.G. Koning          | 109     |
| O.Q.J.J. van Swinderen | 71      |
| T. Borgesius           | 26      |
| K. Venema              | 21      |

## 18 juli 1864
Anthony Winkler Prins, gekozen bij de verkiezingen van 14 juni 1864, nam zijn benoeming niet aan. Om in de ontstane vacature te voorzien werd een naverkiezing gehouden.
|                        | 18 juli | 2 augustus |
| ---------------------- | ------- | ---------- |
| Kiesgerechtigden       | 1.175   | 1.175      |
| Opkomst                | 499     | 516        |
| Geldige stemmen        | 499     | 514        |
| Blanco stemmen         | 0       | 2          |
| Kandidaten             |         |            |
| W.J.A. Jonckbloet      | 182     | 298        |
| T. Borgesius           | 118     | 216        |
| W. Woldringh           | 98      |            |
| O.Q.J.J. van Swinderen | 49      |            |
| K. Venema              | 42      |            |

## 12 juni 1866
De verkiezingen werden gehouden vanwege de afloop van de zittingstermijn van het gekozen lid. 
|                         | 12 juni |
| ----------------------- | ------- |
| Kiesgerechtigden        | 1.156   |
| Opkomst                 | 345     |
| Geldige stemmen         | 343     |
| Blanco stemmen          | 3       |
| Kandidaten              |         |
| W.J.A. Jonckbloet       | 306     |
| G. Groen van Prinsterer | 17      |

## 30 oktober 1866
De verkiezingen werden gehouden na ontbinding van de Tweede Kamer.
|                   | 30 oktober |
| ----------------- | ---------- |
| Kiesgerechtigden  | 1.156      |
| Opkomst           | 614        |
| Geldige stemmen   | 566        |
| Blanco stemmen    | 3          |
| Kandidaten        |            |
| W.J.A. Jonckbloet | 426        |
| B.J. Gratama      | 108        |

## 22 januari 1868
De verkiezingen werden gehouden na ontbinding van de Tweede Kamer.
|                         | 22 januari |
| ----------------------- | ---------- |
| Kiesgerechtigden        | 1.193      |
| Opkomst                 | 456        |
| Geldige stemmen         | 454        |
| Blanco stemmen          | 0          |
| Kandidaten              |            |
| W.J.A. Jonckbloet       | 317        |
| B.J. Gratama            | 72         |
| T. Borgesius            | 38         |
| G. Groen van Prinsterer | 18         |

## 8 juni 1869
De verkiezingen werden gehouden vanwege de afloop van de zittingstermijn van het gekozen lid.
|                   | 8 juni |
| ----------------- | ------ |
| Kiesgerechtigden  | 1.199  |
| Opkomst           | 469    |
| Geldige stemmen   | 463    |
| Blanco stemmen    | 5      |
| Kandidaten        |        |
| W.J.A. Jonckbloet | 357    |
| B.J. Gratama      | 96     |

## 10 juni 1873
De verkiezingen werden gehouden vanwege de afloop van de zittingstermijn van het gekozen lid. 
|                        | 10 juni |
| ---------------------- | ------- |
| Kiesgerechtigden       | 1.303   |
| Opkomst                | 486     |
| Geldige stemmen        | 482     |
| Blanco stemmen         | 4       |
| Kandidaten             |         |
| W.J.A. Jonckbloet      | 340     |
| J. van Beest van Andel | 108     |
| G.H. Addens            | 19      |

## 12 juni 1877
De verkiezingen werden gehouden vanwege de afloop van de zittingstermijn van het gekozen lid. 
|                                         | 12 juni |
| --------------------------------------- | ------- |
| Kiesgerechtigden                        | 1.390   |
| Opkomst                                 | 726     |
| Geldige stemmen                         | 719     |
| Blanco stemmen                          | 4       |
| Kandidaten                              |         |
| W.J.A. Jonckbloet                       | 364     |
| J. Freseman Viëtor                      | 308     |
| A.J. Thomassen à Thuessink van der Hoop | 36      |

## 16 oktober 1877
Willem Jonckbloet, gekozen bij de verkiezingen van 12 juni 1877, trad op 24 september 1877 af vanwege zijn benoeming als hoogleraar aan de Hogeschool van Leiden. Om in de ontstane vacature te voorzien werd een tussentijdse verkiezing gehouden. 
|                     | 16 oktober |
| ------------------- | ---------- |
| Kiesgerechtigden    | 1.390      |
| Opkomst             | 339        |
| Geldige stemmen     | 337        |
| Blanco stemmen      | 1          |
| Kandidaten          |            |
| H. Goeman Borgesius | 268        |
| H.P. Hazewinkel     | 50         |

## Voortzetting
In 1878 werd het kiesdistrict Winschoten omgezet in een meervoudig kiesdistrict, waaraan gedeelten van de kiesdistricten Appingedam (de gemeenten Hoogezand, Meeden, Muntendam, Sappemeer en Scheemda) en Assen (de gemeenten Anlo, Borger, Gieten, Gasselte en Zuidlaren) toegevoegd werden.